# ジョゼ・マリョア
ジョゼ・マリョア（José Vital Branco Malhoa、1855年4月28日 – 1933年10月26日）はポルトガルの画家である。コルンバノ・ボルダロ・ピニェイロ(1857年-1929年）とともに、19世紀後半のポルトガルにおける自然主義のスタイルを代表する画家である。

## 略歴
リスボンに近いカルダス・ダ・ライーニャで生まれた。12歳で、リスボンの王立美術アカデミーに入学し、毎年賞を受けるほどの才能を発揮したが、卒業後、海外留学の奨学金の申請は認められなかった。スペインの展覧会へ作品を送り、高い評価を得て、1881年にリスボンの植物園の天井画を描く仕事などでも評価された。1880年代には、リスボンのレストラン、「Leão de Ouro（黄金のライオン）」などに集まった美術家、作家、知識人たちによって形成されたポルトガルの芸術の革新を目指す「Grupo do Leão（ライオンの会）」のメンバーであった。
王室メンバーの肖像画を描き、国立美術協会(Sociedade Nacional de Belas Artes)の会長を務め、サンティアゴ・ダ・エスパーダ騎士団勲章(Ordem Militar de Sant'Iago da Espada)のGrande-Oficialを受勲した。 
自然主義のスタイルのに影響を受けた作品を描いたが、後期の作品では、印象派のスタイルを取り入れた明るい色使いの作品も描いた。

## 作品

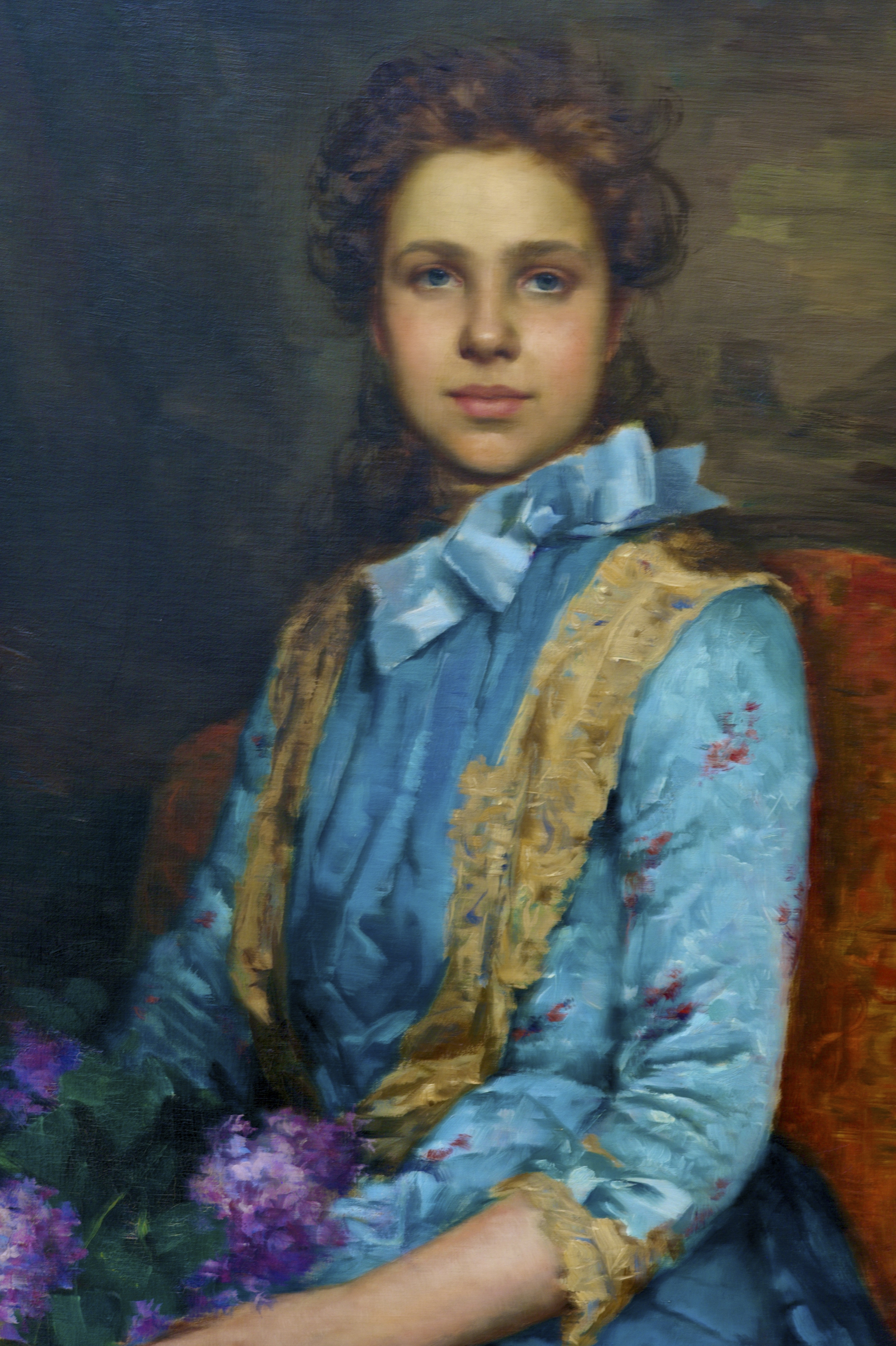
弟子の画家の肖像画
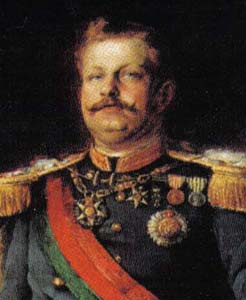
ポルトガル王カルロス1世の肖像画(1891)
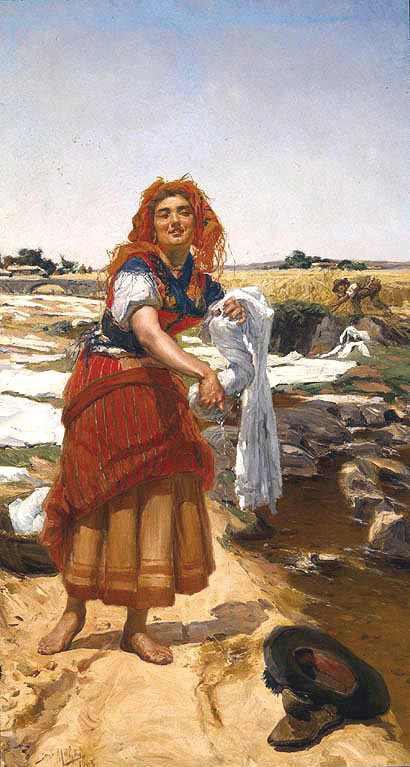
Clara (1918)
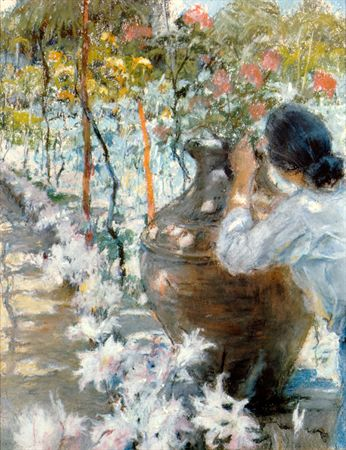
春 (1933)

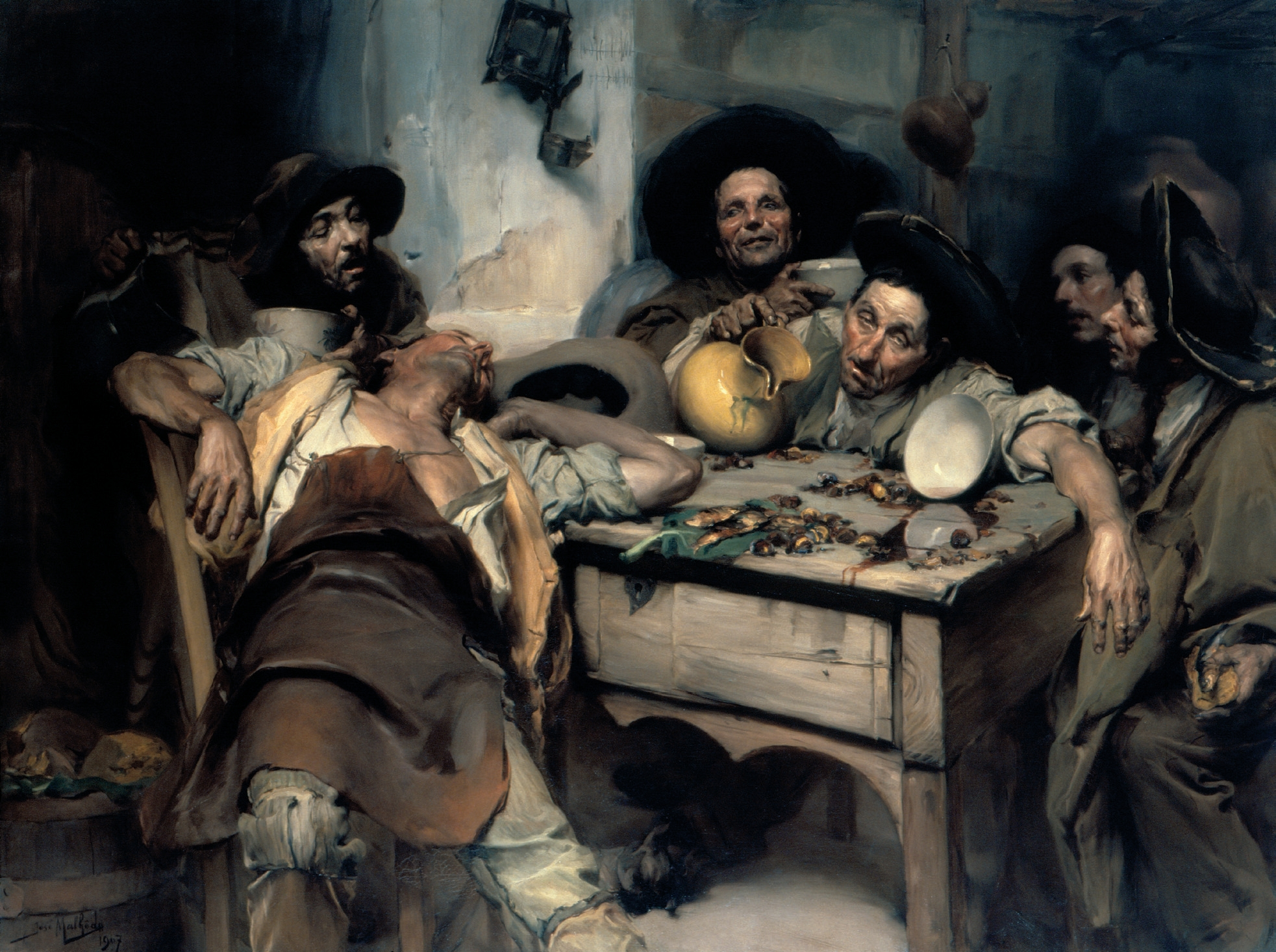
酔っ払いまたは酒宴 (1907)
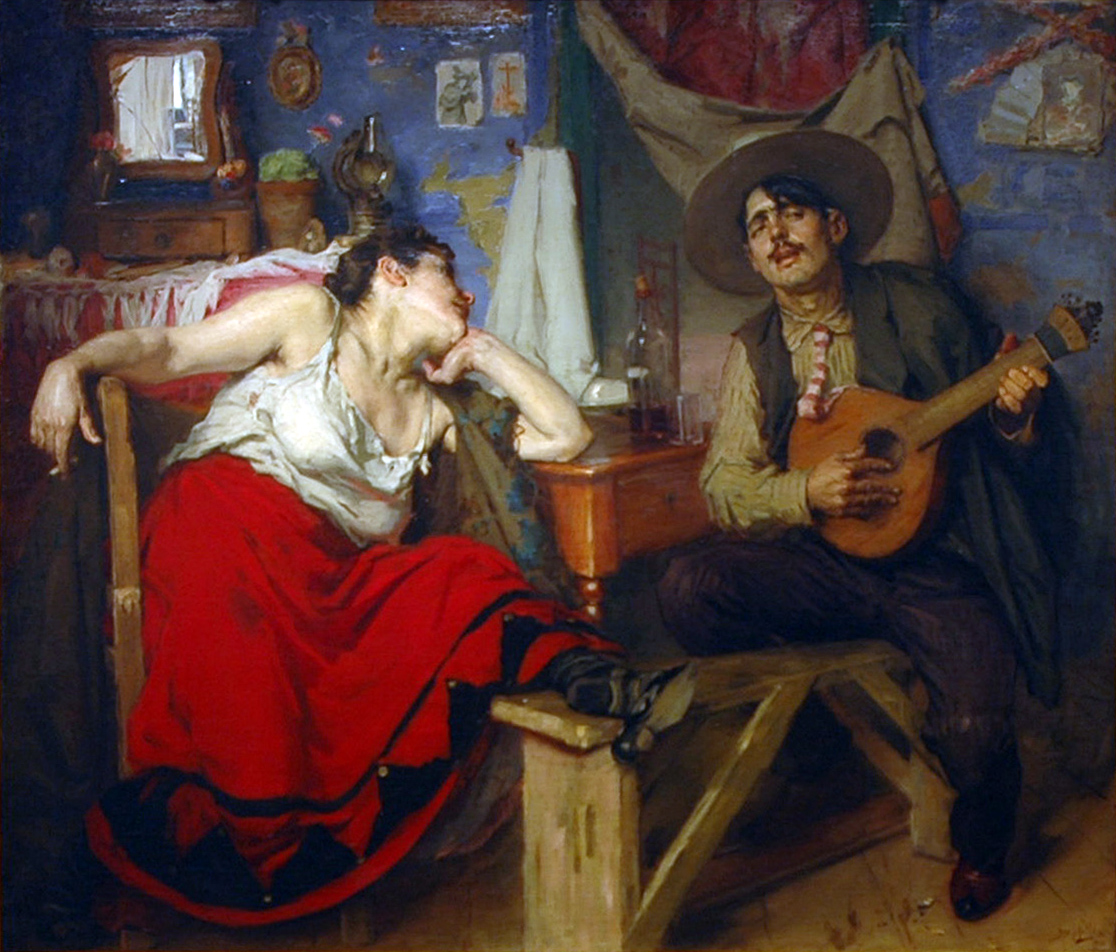
ファド (1911)
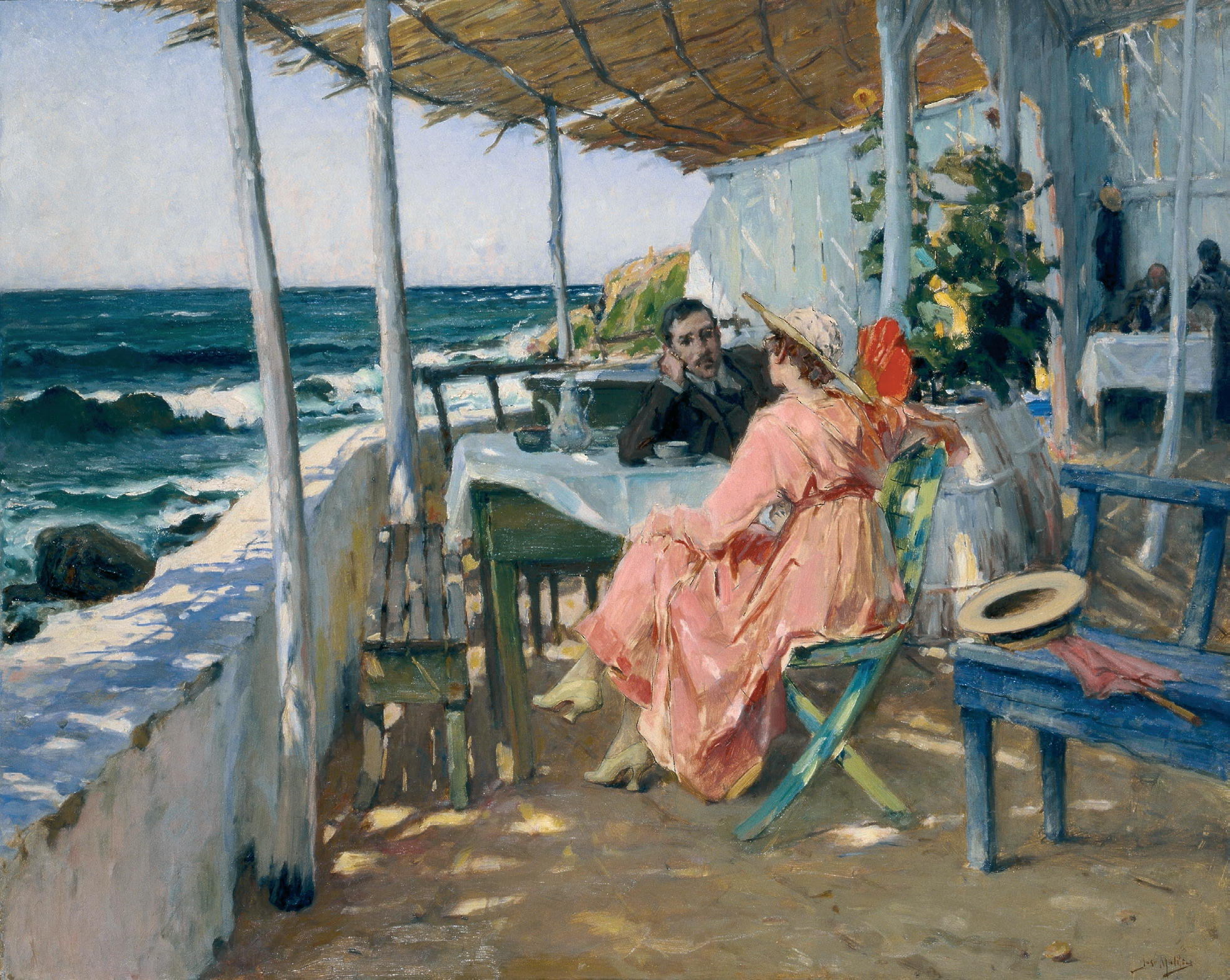
プライア・ダス・マサスの風景